# Grewia bilamellata
Grewia bilamellata är en malvaväxtart som beskrevs av François Gagnepain. Grewia bilamellata ingår i släktet Grewia och familjen malvaväxter. Inga underarter finns listade i Catalogue of Life.